# Thelma Awori
Thelma Awori (* um 1943; geborene Traub) ist eine liberianisch-ugandische Politikerin.
Die Tochter des liberianischen Senators Byron Duma Traub studierte an den Universitäten Harvard (Abschluss 1965) und Berkeley (Abschluss 1972). 
1988 bis 1992 war sie stellvertretende Direktorin des Entwicklungsfonds der Vereinten Nationen für Frauen (UNIFEM). Sie leitete dann von 1992 bis 1996 das UNDP-Büro in Simbabwe und war stellvertretende Direktorin des UNDP Policy Bureau 1996 bis 1998. Von 1998 bis 2000 war sie UNDP-Direktorin für Afrika und stellvertretende UN-Generalsekretärin. Sie ist aktuell Vorstandsmitglied der Frauenorganisation Isis-WICCE, sowie stellvertretende Direktorin des Sirleaf Market Women's Funds.
In Harvard lernte sie 1962 ihren Ehemann Aggrey Awori kennen, der Politiker in Uganda war und 2021 starb.